# Maillat
Maillat är en kommun i departementet Ain i regionen Auvergne-Rhône-Alpes i östra Frankrike. Kommunen ligger  i kantonen Nantua som ligger i arrondissementet Nantua. Kommunens areal är 11,31 km². År 2022 hade Maillat 693 invånare.

## Befolkningsutveckling
Antalet invånare i kommunen Maillat
Referens: INSEE